# 淡輪海水浴場
淡輪海水浴場（たんのわかいすいよくじょう）は、大阪府阪南市と岬町を跨ぐせんなん里海公園の淡輪側にある海水浴場。愛称は「ときめきビーチ」。

## 概要
大阪府営公園のひとつであるせんなん里海公園内にあり、関西国際空港・明石海峡大橋を望む大阪湾に面した人工海水浴場。ちなみに、阪南市側は「箱作海水浴場」（愛称「ピチピチビーチ」）である。海水浴場の開催期間は7月1日〜8月31日。
- 所在地 - 大阪府泉南郡岬町淡輪先

## 歴史
- 1970年 - 青少年海洋活動施設事業。
- 1972年 - 海岸環境整備事業。
- 1993年 - 公園事業着手。

## 交通アクセス
- 南海本線淡輪駅より徒歩12分。